# Sedlo v Stenách

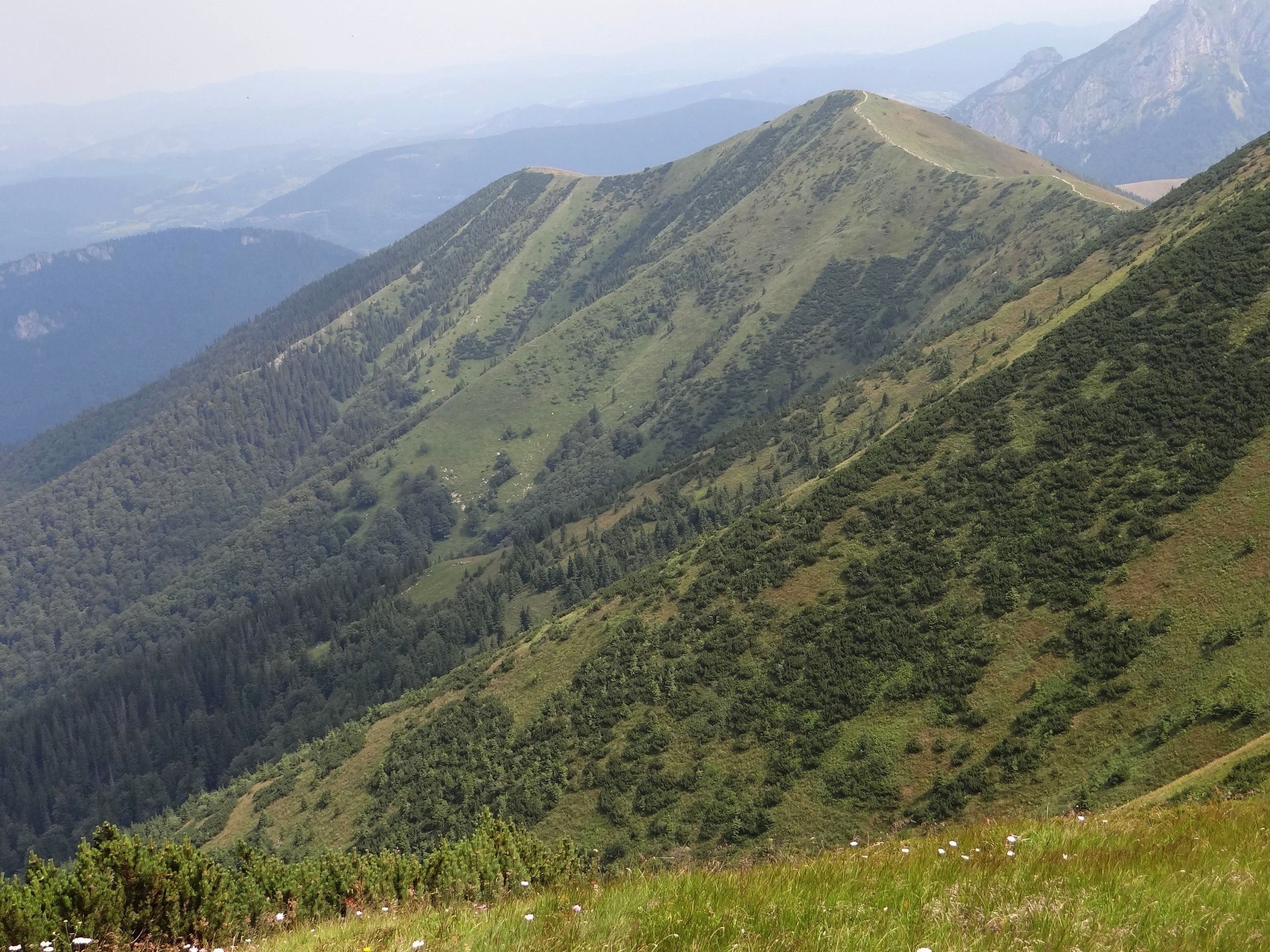
Poludňový grúň, północny wierzchołek Sten i Sedlo v Stenach

Sedlo v Stenách (1480 m) – przełęcz w grani Sten w tzw. krywańskiej części Małej Fatry na Słowacji. Jest to płytkie i rozległe obniżenie pomiędzy wyższym, południowym wierzchołkiem Sten (ok. 1600 m) a niższym, północnym (1535 m). Zachodnie stoki (Smrekovec) bardzo stromo opadają do Doliny Wratnej (Vrátna dolina). Wcina się w nie jar jednego z dopływów Vrátňanki. Stoki wschodnie mniej stromo opadają do górnej części Doliny Szutowskiej (Šútovská dolina).
Cała grań Sten jest bezleśna, trawiasta. Dla potrzeb tego pasterstwa na stokach opadających do Doliny Szutowskiej wycięta została kosodrzewina i obecnie są tutaj nadal wielkie trawiaste obszary. Dzięki temu z całej grani Sten rozciąga się szeroka panorama widokowa (360°). Z bardzo stromych stoków do Doliny Wratnej zimą schodzą lawiny.

## Szlak turystyczny
Snilovské sedlo – Chleb – Hromové – Sedlo za Hromovým – Steny – Poludňový grúň (1.35 h)